# میو تاکاهیرا
میو تاکاهیرا (انگلیسی: Miyu Takahira؛ زادهٔ ۴ نوامبر ۱۹۹۹) بازیکن فوتبال اهل ژاپن است.